# Ewolucja koniowatych

Porównanie wyglądu ogólnego, kończyny przedniej i zęba trzonowego poszczególnych ogniw pośrednich w ewolucji koniowatych

Ewolucja koniowatych – proces ewolucji części nieparzystokopytnych przebiegający od środkowego paleocenu. W tym czasie u przodków współczesnych koniowatych następowała radiacja, w której wyniku powstało kilkadziesiąt linii ewolucyjnych, z których do czasów współczesnych przetrwał jedynie rodzaj Equus. W jednej z tych linii następowała stopniowa przemiana od niewielkiego (30–50 cm), czteropalczastego i posiadającego krótkie korony zębów trzonowych Hyracotherium – poprzez gatunki pośrednie (Miohippus, Mesohippus, Merychippus, Parahippus) – do jednopalczastego pliohippusa, rozmiarami (120 cm w kłębie), wysokością koron i kształtem ciała przypominającego współczesnego konia.
W tej linii koniowatych doszło zatem do zwiększenia ich rozmiarów, wydłużenia szyi i redukcji palców z czterech do jednego oraz osłonięcia tego palca rogową osłoną, doprowadzając do wykształcenia się kopyta. W pozostałych liniach kierunki przemian ewolucyjnych przebiegały odmiennie, a w wyniku radiacji powstało wiele gatunków koniowatych mających różne cechy żyjących równocześnie, gdyż wzorzec zmian linii prowadzącej do konia nie był jedyny. Jednym z głównych czynników doboru był rodzaj pokarmu i siedliska – wczesne koniowate odżywiały się liśćmi roślin leśnych, a w trakcie ewolucji niektóre zaczęły żerować na otwartych obszarach trawiastych. Na otwartych terenach korzystne okazało się przeniesienie ciężaru ciała na centralny palec i wytworzenie kopyta, a odżywianie twardą tkanką traw sprzyjało utrwaleniu wysokiej korony trzonowców. Cechy te nie zawsze jednak występowały razem, np. Nannippus żyjący w okresie 10-2 mln lat wstecz miał najwyższą koronę trzonowców spośród wszystkich koniowatych (łącznie z koniem współczesnym), jednocześnie posiadając trójpalczaste kończyny i niski wzrost. Podczas gdy w pewnych liniach dochodziło do zwiększenia rozmiarów ciała, w innych następowało karłowacenie.